# José Manuel Brunet y Prat
José Manuel Brunet y Prat (San Sebastián 1806 - 1892) fue un empresario y político liberal  español alcalde de San Sebastián en 1838 y senador por Guipúzcoa en 1842.
Tuvo una intensa actividad empresarial en Guipúzcoa en relación con el desarrollo del puerto de Pasajes y otros temas claves  como  la creación de la primera papelera en Guipúzcoa, la fábrica textil de Lasarte-Oria,  su participación  en la creación  del Banco de San Sebastián o la Compañía del Tranvía entre otras.
Su experiencia en ámbitos empresariales y políticos le llevó a ser  agente consular de Estados Unidos y vicecónsul de Gran Bretaña.

## Biografía
José Manuel fue el hijo mayor de José Brunet Segura, natural de Copons (Barcelona), y de Ramona Josefa Prat, natural de Prats del Rey (Barcelona). José Brunet se trasladó a finales del siglo XVIII a San Sebastián, donde abrió una casa dedicada al tráfico de coloniales que llegaban al puerto donostiarra y a las actividades bancarias.
José Manuel fue  educado en  administración de empresas completando su formación en Francia e Inglaterra.
En 1824 se incorporó al negocio familiar asumiendo en 1840 la dirección de los negocios familiares. Para entonces la sociedad de los Brunet contaba con embarcaciones propias que hacían sus viajes a América y Filipinas, dedicándose al comercio de coloniales.  Asimismo, la banca de los Brunet fue corresponsal en San Sebastián del Banco Nacional de San Carlos y, desde 1829, del Español de San Fernando.
En 1829 se casó con Manuela Bermingham, hija de importantes comerciantes de origen irlandés, matrimonio del que nacieron seis hijos. De esta manera se afianzaba, a través del lazo matrimonial, la alianza entre distinguidas familias de comerciantes residentes en San Sebastián durante la primera mitad del  siglo XIX.
En  1841 creo  la fábrica de papel continuo La Esperanza, con sede en Tolosa (Guipúzcoa), pionera dentro del sector papelero en Guipúzcoa.
En 1845, de nuevo José Manuel iniciaba otra aventura industrial, en este caso en el sector textil. En ese año  inició la construcción de la Fábrica de Hilados y Tejidos de Algodón en la localidad guipuzcoana de Lasarte-Oria.
Tres años más tarde, la fábrica comenzó a funcionar. y  a partir de entonces, esta empresa textil ocupó el mayor interés industrial de José Manuel y del negocio familiar, hasta el punto de que, en 1863, vendió la fábrica de papel para dedicarse de lleno a la algodonera. Llegó a tener más de 300 trabajadores en plantilla. Dos datos anecdóticos de ésta fábrica fueron que tuvo la primera línea telefónica de Guipúzcoa y uno de los primeros ascensores instalados en España.
En 1845 fue uno de los impulsores de la empresa de la nueva carretera de San Sebastián, cuyo objetivo era mejorar la comunicación de la ciudad con el interior. 

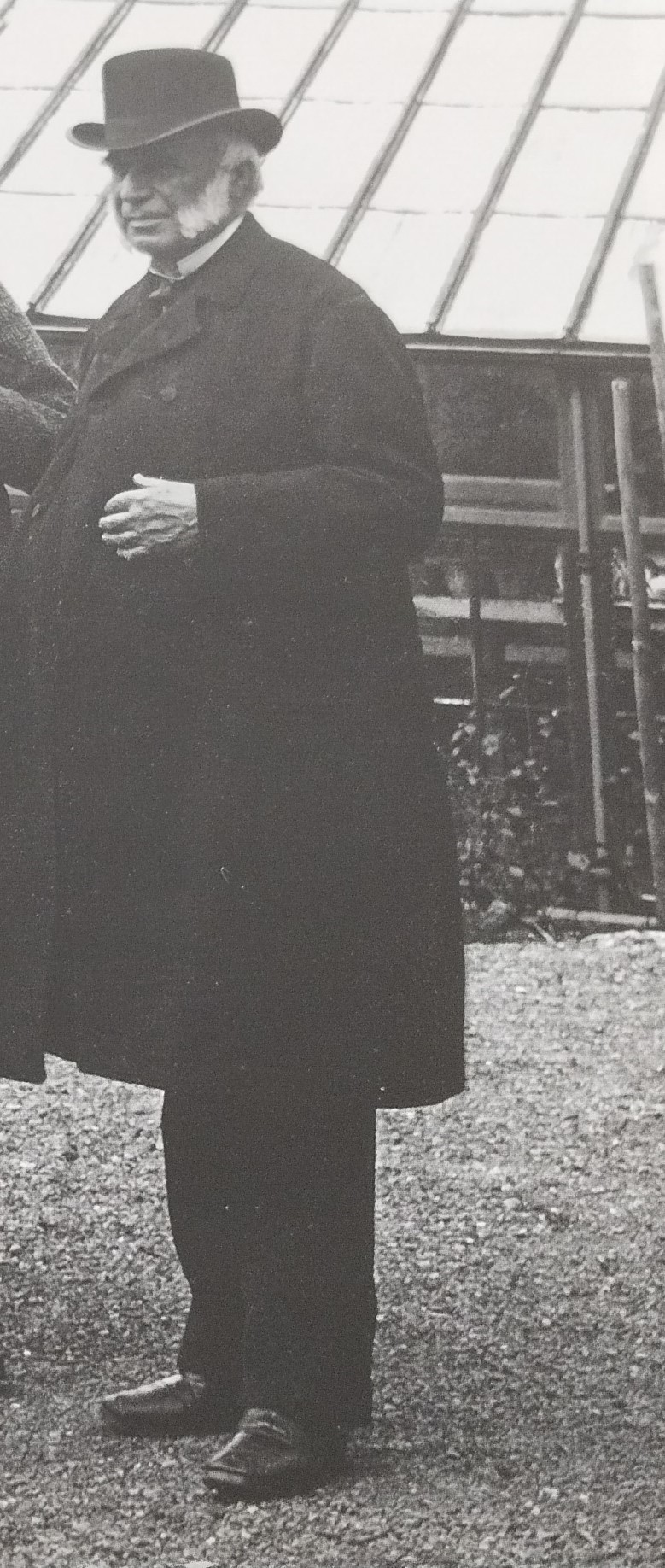
José Manuel Brunet

En 1858 formó sociedad con Fermín Lasala (futuro duque de Mandas, con quien mantuvo una estrecha relación de negocios y de amistad hasta el final de sus días. para la fabricación de máquinas de vapor, turbinas, prensas hidráulicas, etc.
En 1862 fue promotor de la empresa del alumbrado de gas de San Sebastián, destinada al suministro de gas y electricidad para el alumbrado público y privado de la capital donostiarra.
En ese mismo año, se sumó como accionista al Banco de San Sebastián. Cuatro años más tarde, en 1866, participó en la constitución de la Compañía del Tranvía de San Sebastián. En 1872, la casa Brunet adquirió unas instalaciones en el barrio donostiarra de El Antiguo, destinadas a la fabricación de vidrio.
En 1881, José Manuel Brunet fue impulsor del Casino de San Sebastián, cuya presidencia ocupó una vez inaugurado en 1887.
José Manuel Brunet afianzó el carácter marcadamente familiar de sus empresas. Antes de su fallecimiento ya había incorporado al negocio familiar no sólo a sus hermanos, hijos y sobrinos, sino también a alguno de sus nietos. La ciudad de San Sebastián dedicó una calle a ésta saga familiar.
Uno de sus hijos, José, fue un destacado fotógrafo que plasmó diferentes aspectos de la vida donostiarra del siglo XIX.

## Actividad Política
Participó activamente en la vida política de la ciudad y de sus instituciones más representativas. De talante marcadamente liberal y cuando apenas contaba veinticuatro años, ya formaba parte del gobierno municipal como teniente de alcalde.
Tres años más tarde, al estallar la 1ª Guerra Carlista, se alistó en la Milicia Nacional como comandante del Batallón Donostiarra en apoyo de la causa liberal. 
Entre 1838 y 1841 fue alcalde de San Sebastián en unos años de reconstrucción de la ciudad tras su destrucción en 1813.
En 1842   fue elegido senador real por la provincia de Guipúzcoa.